# Ламбринидис, Ставрос
Ставрос Ламбринидис (греч. Σταύρος Λαμπρινίδης; родился 6 февраля 1962, Афины) — греческий политик, член партии ПАСОК, бывший министр иностранных дел Греции (2011).

## Биографические сведения
В 1984 году окончил Амхерст колледж, получив диплом бакалавра в области экономики и политических наук. В 1988 году получил докторскую степень в Йельском университете. С 1988 до 1993 года работал юристом в компании Wilmer, Culter & Pickering (Вашингтон, округ Колумбия). В этот же период он параллельно работал главным редактором Йельского журнала международного права до момента избрания председателем комитета по правам человека в Ассоциации адвокатов Вашингтона, округ Колумбия.
В период с 1999 до 2004 года служил Чрезвычайным и уполномоченным послом Греческой Республики. В 2009 году избран вице-президентом Европейского парламента, занимал эту должность до 2011 года. Будучи членом Греческого парламента также занимал пост специального советника премьер-министра страны Йоргоса Папандреу. 17 июня 2011 назначен министром иностранных дел Греции, заменив на этом посту Димитриса Друцаса.
После отставки Йоргоса Папандреу и формирования коалиционного правительства во главе с Лукасом Пападимосом, Ламбринидис заменен 11 ноября 2011 года в должности министра иностранных дел Ставросом Димасом.
В 2019—2023 годах являлся послом Европейского союза в США (его сменила Йовита Нелюпшене).